# داش‌تپه (شهرستان علم‌الدین)
داش‌تپه (به لاتین: Tash-Döbö) یک روستا در قرقیزستان است که در شهرستان علم‌الدین واقع شده‌است. داش‌تپه ۵٬۶۴۹ نفر جمعیت دارد.